# كارلو بنسوليو
كارلو بنسوليو (بالإيطالية: Carlo Pinsoglio)‏ (16 مارس 1990 إيطاليا - ) هو لاعب كرة قدم إيطالي، يلعب كحارس مرمى.

## وصلات خارجية
كارلو بنسوليو على موقع الاتحاد الأوربي (الإنجليزية)
- كارلو بنسوليو على موقع قاعدة بيانات كرة القدم.إي يو (الإنجليزية)
- كارلو بنسوليو على موقع ليكيب (الفرنسية)
- كارلو بنسوليو على موقع Soccerway.com (الإنجليزية)
- كارلو بنسوليو على موقع عالم كرة القدم.نت (الإنجليزية)
- كارلو بنسوليو على موقع AS.com (الإسبانية)